# Häxprocessen i Lyon
Häxprocessen i Lyon, ofta kallad Procès des sorciers de Lyon, ägde rum i Lyon och Dijon mellan 1742 och 1745. 14 personer ställdes inför rätta för häxeri sedan de anklagats för att ha slutit en djävulspakt för att finna gömda skatter. 
Fem av de åtalade ställdes inför rätta in absentia och endast nio av de åtalade var närvarande. Rättegången resulterade i att tre män dömdes till döden: två genom hängning och en (Louis Debaraz) genom bränning, två kvinnor landsförvisades och tre män dömdes till galärerna. Det var Frankrikes sista stora häxprocess och troligen också den sista som resulterade i dödsdomar, även om det förekom enstaka mindre åtal fram till 1768. 